# Архангељскаја
Архангељскаја (рус. Архангельская) насељено је место руралног типа (станица) на југозападу европског дела Руске Федерације. Налази се на североистоку Краснодарске покрајине и административно припада њеном Тихоречком рејону.
Према статистичким подацима Националне статистичке службе Русије за 2017. у насељу је живело 10.258 становника и самим тим Архангељскаја је једно од већих сеоских насеља у Русији.

## Географија
Станица Архангељскаја се налази на североистоку Краснодарске покрајине, у зони ниске и једноличне Кубањско-приазовске степе. Село се налази на надморској висини од око 54 метра и лежи на обе обале реке Челбас. Удаљено је 23 км од рејонског центра, града Тихорецка, односно око 120 км североисточно од града Краснодара, седишта Покрајине.

## Историја
Село Архангељско су 1801. основали досељеници из других делова Русије (по неким подацима село је основано 1798. године). Године 1833. преобразовано је у козачку станицу и предно на управу Кавкаском козачком одреду.
У периоду 1934−1953. Архангељска станица је била рејонски центар истоименог Архангељског рејона.

## Демографија
Према подацима са пописа становништва 2010. у селу је живело 17.320 становника, док је према проценама за 2017. у селу живело 16.901 становника.
| 1897. | 2002. | 2010. | 2017.  |
| ----- | ----- | ----- | ------ |
| 4.546 | 9.027 | 8.714 | 10.258 |